# Ernesto Augusto II di Sassonia-Weimar-Eisenach
Ernesto Augusto II Costantino di Sassonia-Weimar-Eisenach (Weimar, 2 giugno 1737 – Weimar, 28 maggio 1758) fu duca di Sassonia-Weimar e di Sassonia-Eisenach.

## Biografia
Ernesto Augusto era il quinto figlio di Ernesto Augusto I di Sassonia-Weimar (1688 – 1748) e di Sofia Carlotta di Brandeburgo-Bayreuth (1713 – 1747), sua seconda moglie, ma il maggiore dei due figli sopravvissuti.
Suo padre, tipico principe barocco amante del grandeur, dopo la sua nascita prese a risiedere stabilmente ad Eisenach per la sua grande passione per la caccia, motivo per il quale ebbe un rapporto sempre molto distaccato con il figlio. Era sovente lasciare il giovane principe al castello di Belvedere di Weimar sotto la tutela di un feldmaresciallo che, di tanto in tanto, aveva il compito di informare il duca sull'istruzione del rampollo.
Ernesto Augusto Costantino perse il padre quando aveva appena undici anni. Dal momento che era ancora minorenne, i duchi Federico III di Sassonia-Gotha-Altenburg e Francesco Giosea di Sassonia-Coburgo-Saalfeld ressero lo stato in suo nome tramite un consiglio di reggenza. Ernesto Augusto Costantino si recò a Gotha per vivere col duca Federico, che gli assicurò un'appropriata educazione e attenzioni maggiori di quelle che sino a quel momento aveva ricevuto dal defunto genitore.
Nel 1755 Ernesto Augusto chiese all'imperatore un'apposita licenza d'età per ascendere come sovrano indipendente. Egli ottenne questa concessione che si presentò per l'epoca quanto mai straordinaria. Salito al trono, nominò il suo tutore, il conte dell'Impero (Reichsgräf) Heinrich von Bünau, quale nuovo cancelliere per il suo stato, e lo incaricò di reggere le sorti del ducato in suo nome durante la sua assenza.
Il duca, a causa dei suoi continui problemi di salute, dovette sposarsi presto per evitare che, morendo senza eredi, si estinguesse la sua dinastia.
A Brunswick, il 16 marzo 1756 Ernesto Augusto Costantino sposò Anna Amalia di Brunswick-Wolfenbüttel (1739 – 1807), dalla quale ebbe due figli, il secondo dei quali tra l'altro vide la luce dopo la morte del padre.
Alla sua morte, dal momento che il principe ereditario non era che un infante, iniziò il florido periodo della reggenza della principessa Anna Amalia, che guidò Weimar durante l'ultima parte del secolo.

## Discendenza
Dalla moglie Amalia, Ernesto Augusto Costantino ebbe:
- Carlo Augusto (Weimar, 3 settembre 1757 – Graditz, 14 giugno 1828), granduca dal 21 aprile 1815;
- Federico Ferdinando Costantino (Weimar, 8 settembre 1758 –  Wiebelskirchen, 6 settembre 1793).

## Ascendenza
|                                                |                                          |                                                                 | Genitori                                                     |  |  | Nonni |  |  | Bisnonni                               |  |  | Trisnonni                    |  |
|                                                |                                          |                                                                 |                                                              |  |  |       |  |  | Giovanni Ernesto II di Sassonia-Weimar |  |  | Guglielmo di Sassonia-Weimar |  |
|                                                |                                          |                                                                 |                                                              |  |  |       |  |  | Giovanni Ernesto II di Sassonia-Weimar |  |  | Guglielmo di Sassonia-Weimar |  |
|                                                |                                          | Eleonora Dorotea di Anhalt-Dessau                               |                                                              |  |  |       |  |  | Giovanni Ernesto II di Sassonia-Weimar |  |  |                              |  |
| Giovanni Ernesto III di Sassonia-Weimar        |                                          |                                                                 |                                                              |  |  |       |  |  | Giovanni Ernesto II di Sassonia-Weimar |  |  |                              |  |
|                                                |                                          | Cristina Elisabetta di Schleswig-Holstein-Sonderburg-Franzhagen | Giovanni Cristiano di Schleswig-Holstein-Sonderburg          |  |  |       |  |  |                                        |  |  |                              |  |
|                                                |                                          | Cristina Elisabetta di Schleswig-Holstein-Sonderburg-Franzhagen | Giovanni Cristiano di Schleswig-Holstein-Sonderburg          |  |  |       |  |  |                                        |  |  |                              |  |
|                                                |                                          | Cristina Elisabetta di Schleswig-Holstein-Sonderburg-Franzhagen | Anna di Oldenburg-Delmenhorst                                |  |  |       |  |  |                                        |  |  |                              |  |
| Ernesto Augusto I di Sassonia-Weimar           |                                          | Cristina Elisabetta di Schleswig-Holstein-Sonderburg-Franzhagen |                                                              |  |  |       |  |  |                                        |  |  |                              |  |
|                                                |                                          | Giovanni VI di Anhalt-Zerbst                                    | Rodolfo di Anhalt-Zerbst                                     |  |  |       |  |  |                                        |  |  |                              |  |
|                                                |                                          | Giovanni VI di Anhalt-Zerbst                                    | Rodolfo di Anhalt-Zerbst                                     |  |  |       |  |  |                                        |  |  |                              |  |
|                                                |                                          | Giovanni VI di Anhalt-Zerbst                                    | Maddalena di Oldenburg                                       |  |  |       |  |  |                                        |  |  |                              |  |
| Sofia Augusta di Anhalt-Zerbst                 |                                          | Giovanni VI di Anhalt-Zerbst                                    |                                                              |  |  |       |  |  |                                        |  |  |                              |  |
|                                                |                                          | Sofia Augusta di Holstein-Gottorp                               | Federico III di Holstein-Gottorp                             |  |  |       |  |  |                                        |  |  |                              |  |
|                                                |                                          | Sofia Augusta di Holstein-Gottorp                               | Federico III di Holstein-Gottorp                             |  |  |       |  |  |                                        |  |  |                              |  |
|                                                |                                          | Sofia Augusta di Holstein-Gottorp                               | Maria Elisabetta di Sassonia                                 |  |  |       |  |  |                                        |  |  |                              |  |
| Ernesto Augusto II di Sassonia-Weimar-Eisenach |                                          | Sofia Augusta di Holstein-Gottorp                               |                                                              |  |  |       |  |  |                                        |  |  |                              |  |
|                                                | Cristiano Enrico di Brandeburgo-Kulmbach | Giorgio Alberto di Brandeburgo-Kulmbach                         |                                                              |  |  |       |  |  |                                        |  |  |                              |  |
|                                                | Cristiano Enrico di Brandeburgo-Kulmbach | Giorgio Alberto di Brandeburgo-Kulmbach                         |                                                              |  |  |       |  |  |                                        |  |  |                              |  |
|                                                | Cristiano Enrico di Brandeburgo-Kulmbach | Maria Elisabetta di Holstein-Glücksburg                         |                                                              |  |  |       |  |  |                                        |  |  |                              |  |
| Giorgio Federico Carlo di Brandeburgo-Bayreuth | Cristiano Enrico di Brandeburgo-Kulmbach |                                                                 |                                                              |  |  |       |  |  |                                        |  |  |                              |  |
|                                                |                                          | Sofia Cristiana di Wolfstein                                    | Alberto Federico di Wolfstein zu Sulzbürg                    |  |  |       |  |  |                                        |  |  |                              |  |
|                                                |                                          | Sofia Cristiana di Wolfstein                                    | Alberto Federico di Wolfstein zu Sulzbürg                    |  |  |       |  |  |                                        |  |  |                              |  |
|                                                |                                          | Sofia Cristiana di Wolfstein                                    | Sofia Luisa di Castell-Remlingen                             |  |  |       |  |  |                                        |  |  |                              |  |
| Sofia Carlotta di Brandeburgo-Bayreuth         |                                          | Sofia Cristiana di Wolfstein                                    |                                                              |  |  |       |  |  |                                        |  |  |                              |  |
|                                                |                                          | Federico Luigi di Schleswig-Holstein-Sonderburg-Beck            | Augusto Filippo di Schleswig-Holstein-Sonderburg-Beck        |  |  |       |  |  |                                        |  |  |                              |  |
|                                                |                                          | Federico Luigi di Schleswig-Holstein-Sonderburg-Beck            | Augusto Filippo di Schleswig-Holstein-Sonderburg-Beck        |  |  |       |  |  |                                        |  |  |                              |  |
|                                                |                                          | Federico Luigi di Schleswig-Holstein-Sonderburg-Beck            | Maria Sibilla di Nassau-Saarbrücken                          |  |  |       |  |  |                                        |  |  |                              |  |
| Dorotea di Schleswig-Holstein-Sonderburg-Beck  |                                          | Federico Luigi di Schleswig-Holstein-Sonderburg-Beck            |                                                              |  |  |       |  |  |                                        |  |  |                              |  |
|                                                |                                          | Luisa Carlotta di Schleswig-Holstein-Sonderburg-Augustenburg    | Ernest Gunther di Schleswig-Holstein-Sonderburg-Augustenburg |  |  |       |  |  |                                        |  |  |                              |  |
|                                                |                                          | Luisa Carlotta di Schleswig-Holstein-Sonderburg-Augustenburg    | Ernest Gunther di Schleswig-Holstein-Sonderburg-Augustenburg |  |  |       |  |  |                                        |  |  |                              |  |
|                                                |                                          | Luisa Carlotta di Schleswig-Holstein-Sonderburg-Augustenburg    | Augusta di Schleswig-Holstein-Sonderburg-Glücksburg          |  |  |       |  |  |                                        |  |  |                              |  |
|                                                |                                          | Luisa Carlotta di Schleswig-Holstein-Sonderburg-Augustenburg    |                                                              |  |  |       |  |  |                                        |  |  |                              |  |